# Merycoidodon
Merycoidodon is een geslacht van uitgestorven zoogdieren, dat voorkwam van het Laat-Eoceen tot het Laat-Oligoceen.

## Beschrijving
Dit honderdveertig centimeter lange dier vertoonde qua uiterlijk veel gelijkenis met een varken of pekari. Het dier kon waarschijnlijk niet zo goed rennen, omdat er geen vergroeiing van de botten had plaatsgevonden. Bovendien waren de viertenige bovenbenen net zo lang als de viertenige onderbenen. De varkensachtige kop bevatte een gebit van vierenveertig elementen. Een opvallend kenmerk was, dat de hoektanden waren ontwikkeld tot snijtanden. Een ander kenmerk was, dat zich vlak voor de ogen een schedelholte bevond, waarin zich een soort klier bevond, die een stof afscheidde, waarmee een territorium kon worden afgebakend, dus bestaat de mogelijkheid, dat dit dier territoriaal was ingesteld.

## Vondsten
Er werden zeer veel resten van dit dier bij elkaar gevonden in South Dakota, hetgeen aanduidt, dat het waarschijnlijk een kuddedier was. Merycoidodon is ook bekend uit de Yanhuitlán-formatie in Mexico.